# Franko Strmotić
Franko Strmotić (Split, 1944. – Split, 15. listopada 2011.) je bio hrvatski kazališni, televizijski i filmski glumac.

## Filmografija

### Televizijske uloge
- "Nova doba" kao primarijus (2002.)
- "Nepokoreni grad" kao zatvorski čuvar u Kerestincu i stražar ispred zatvora (1982.)
- "Sedam sekretara SKOJ-a" (1981.)
- "Velo misto" kao Fjaka (1980. – 1981.)
- "Naše malo misto" (1970.)

### Filmske uloge
- "Skrivena istina" (kratki film) (2005.)
- "Ta divna splitska noć" kao redikul (2004.)
- "Posljednja volja" kao pijanac #2 (2001.)
- "Da mi je biti morski pas" kao čovjek s prozora (1999.)
- "Mali libar Marka Uvodića Splićanina" (1997.)
- "Zadarski memento" kao ribar s veslima (1984.)

## Vanjske poveznice
- Franko Strmotić u internetskoj bazi filmova IMDb-u (engl.)
- Vijest o smrti glumca